# Abgeschlossenheit (Bauwesen)
Abgeschlossenheit bedeutet im öffentlichen Baurecht, dass Wohneinheiten oder auch Wohnungen, die in einem Gebäude mit mehreren Nutzungseinheiten verbunden sind, jeweils einen eigenen Eingang haben und separat zugänglich sein müssen. Der Eingang kann direkt am Außenraum liegen oder über die Erschließungswege des Gebäudes (Treppenhaus, Aufzug oder Hausflur) erreichbar sein.

## Allgemeines
Durch Abgeschlossenheit soll die Privatsphäre gewährleistet werden. Die Abgeschlossenheit markiert die Grenze zwischen Gemeinschaftseigentum und Sondereigentum innerhalb einer Eigentumswohnung. Voraussetzung für die Abgeschlossenheit einer Eigentumswohnung ist insbesondere, dass die Eigentumsbereiche gegenüber dem Gemeinschaftseigentum sowie anderen Sonder- bzw. Teileigentumseinheiten mit Wänden, Decken und Böden abgetrennt sind. Erforderlich ist ein separater, abschließbarer Zugang über das Gemeinschaftseigentum. Zudem muss mindestens Küche, Bad und ein WC vorhanden sein, so dass eine Haushaltsführung in der Wohnung möglich ist.

## Beispiele
- In einem großen Einfamilienhaus wird durch Umbau eine Einliegerwohnung eingerichtet. Diese Wohnung hat einen eigenen Zugang vom Außenraum, und es gibt keine Verbindung zur ursprünglichen Wohneinheit.
- In einem Hochhaus muss jede Wohnung unabhängig von einer anderen Wohnung erreichbar sein.

## Rechtsfragen
Die Abgeschlossenheit wird im Bauordnungsrecht der Länder verlangt, so etwa in § 49 Abs. 1 BauO NRW. Erforderlich ist danach ein eigener, abschließbarer Zugang vom Freien, von einem Flur oder einem anderen Vorraum. Dies gilt nicht für Wohnungen, die sich in einem Gebäude mit mehr als zwei Wohnungen befinden. Die Abgeschlossenheit wird von der Baugenehmigungsbehörde auf der Grundlage einer gültigen Baugenehmigung in Übereinstimmung mit einem Aufteilungsplan bescheinigt.
Die Abgeschlossenheitsbescheinigung ist Voraussetzung zur eigentumsrechtlichen Teilung eines bebauten Grundstücks und der Bildung von Sondereigentum (§§ 1, § 3 und § 7 WEG) an einem Grundstück und dessen Eintragung im Grundbuch, z. B. für Eigentumswohnungen in Mietshäusern.
Die Grundbuchämter tragen eine Teilungserklärung erst ein, wenn ihnen die Abgeschlossenheitsbescheinigung eingereicht wird.